# Морозко (фильм, 2026)
«Морозко» — будущий фильм-сказка, режиссёра Эльдара Брондукова, переосмысление русской народной сказки. Премьера ожидается 14 февраля 2026 года.

## Сюжет
Марфа и Настя — сводные сестры и лучшие подруги, и справляются они не только со сварливой матерью, но и с древней магией, из-за которой в их деревушке уже много десятков лет не наступает зима. Девушкам удается преодолеть все препятствия, прогнать злую ведьму, растопить сердце Морозко, а также обрести любовь.

## В ролях
- Кирилл Зайцев
- Елизавета Боярская
- Светлана Колпакова
- Артем Быстров
- Мария Канунникова
- Виктория Серикова
- Вадим Соснин
- Ольга Тумайкина
- Валентина Мазунина
- Владимир Сычев
- Максим Сапрыкин
- Никита Абдулов

## Производство
Елизавета Боярская сыграет колдунью, которая больше напоминает Малефисенту

## Съемки
Съемки прошли в Москве, Ленинградской области, Карелии и Ельце.